# Picrorhiza
Picrorhiza es un género con cuatro especies de plantas fanerógamas perteneciente a la familia Plantaginaceae. Comprende 2 especies descritas pendientes de ser aceptadas.

## Taxonomía
El género fue descrito por Nicholas Edward Brown y publicado en Scrophularineae Indicae 47. 1835. La especie tipo es: Picrorhiza kurrooa

## Especies
- Picrorhiza kurrooa
- Picrorhiza lindleyana